# Nowosiółki (sielsowiet Krasne Sioło)
Nowosiółki (biał. Навасёлкі; ros. Новосёлки) – wieś na Białorusi, w obwodzie grodzieńskim, w rejonie wołkowyskim, w sielsowiecie Krasne Sioło, przy drodze republikańskiej P44.
W dwudziestoleciu międzywojennym dwie wsie: Nowosiółki Wielkie i Nowosiółki Małe. Ponadto istniała w pobliżu osada wojskowa Nowosiółki (obecnie nieistniejąca). Leżały one w Polsce, w województwie białostockim, w powiecie wołkowyskim, w gminie Roś. 16 października 1933 utworzyły gromadę Nowosiółki I w gminie Roś, obejmującą wsie Nowosiółki Wielkie, Nowosiółki Małe, Karpowce i Barszczewo (osada wojskowa Nowosiółki utworzyła odrębną gromadę o nazwie Nowosiółki II). Po II wojnie światowej weszła w struktury ZSRR.
Przy Nowosiółkach znajdują się nieczynne kamieniołomy kredy. Obecnie wyrobiska zalane są wodą, która przybiera lazurowy kolor - stąd nazywane są białoruskimi Malediwami. Dawna kopalnia była popularnym miejscem wypoczynku oraz ze względu na sporą głębokość wody przyciągała amatorów nurkowania. W 2015 dostęp do niej został jednak zamknięty ze względów bezpieczeństwa (niestabilne, mające tendencje osuwiskowe brzegi).